# Randia cubana
Randia cubana är en måreväxtart som beskrevs av Attila L. Borhidi. Randia cubana ingår i släktet Randia och familjen måreväxter. Inga underarter finns listade i Catalogue of Life.